# GTV大間々中継局
GTV大間々中継局（ジーティブイおおままちゅうけいきょく）は、群馬県みどり市の旧山田郡大間々町域に置かれていた群馬テレビの中継局。

## 概要
- 当中継局は、みどり市の旧大間々町域中心部をカバーしていた。
- デジタル放送は、非該当である。

## 中継局

### デジタル放送
| リモコンキーID | 放送局名 | 物理チャンネル | 空中線電力 | ERP | 放送対象地域 | 放送区域内世帯数 |
| 非該当         |          |                |            |     |              |                  |

### アナログ放送
| 放送局名      | チャンネル | 空中線電力        | ERP                | 放送対象地域 | 放送区域内世帯数 | 偏波面   |
| GTV群馬テレビ | 31ch       | 映像3W /音声750mW | 映像7.5W /音声1.9W | 群馬県       | 約300世帯        | 垂直偏波 |

- アナアナ変換により2004年5月17日から6月7日の期間内に27chから変更された。
- 2011年7月24日をもって廃局。

## 置局住所
- みどり市大間々町浅原字寅久保